# Шастали
Шастали (пол. Szastały) — село в Польщі, у гміні Більськ-Підляський Більського повіту Підляського воєводства. Населення — 82 особи (2011).

## Історія
Вперше згадується у 1528 році як Кощино. У минулому було передмістям Більська. У 1975—1998 роках село належало до Білостоцького воєводства.

## Демографія
Демографічна структура станом на 31 березня 2011 року:
|          | Загалом | Допрацездатний вік | Працездатний вік | Постпрацездатний вік |
| -------- | ------- | ------------------ | ---------------- | -------------------- |
| Чоловіки | 41      | 6                  | 23               | 12                   |
| Жінки    | 41      | 7                  | 15               | 19                   |
| Разом    | 82      | 13                 | 38               | 31                   |

## Галерея

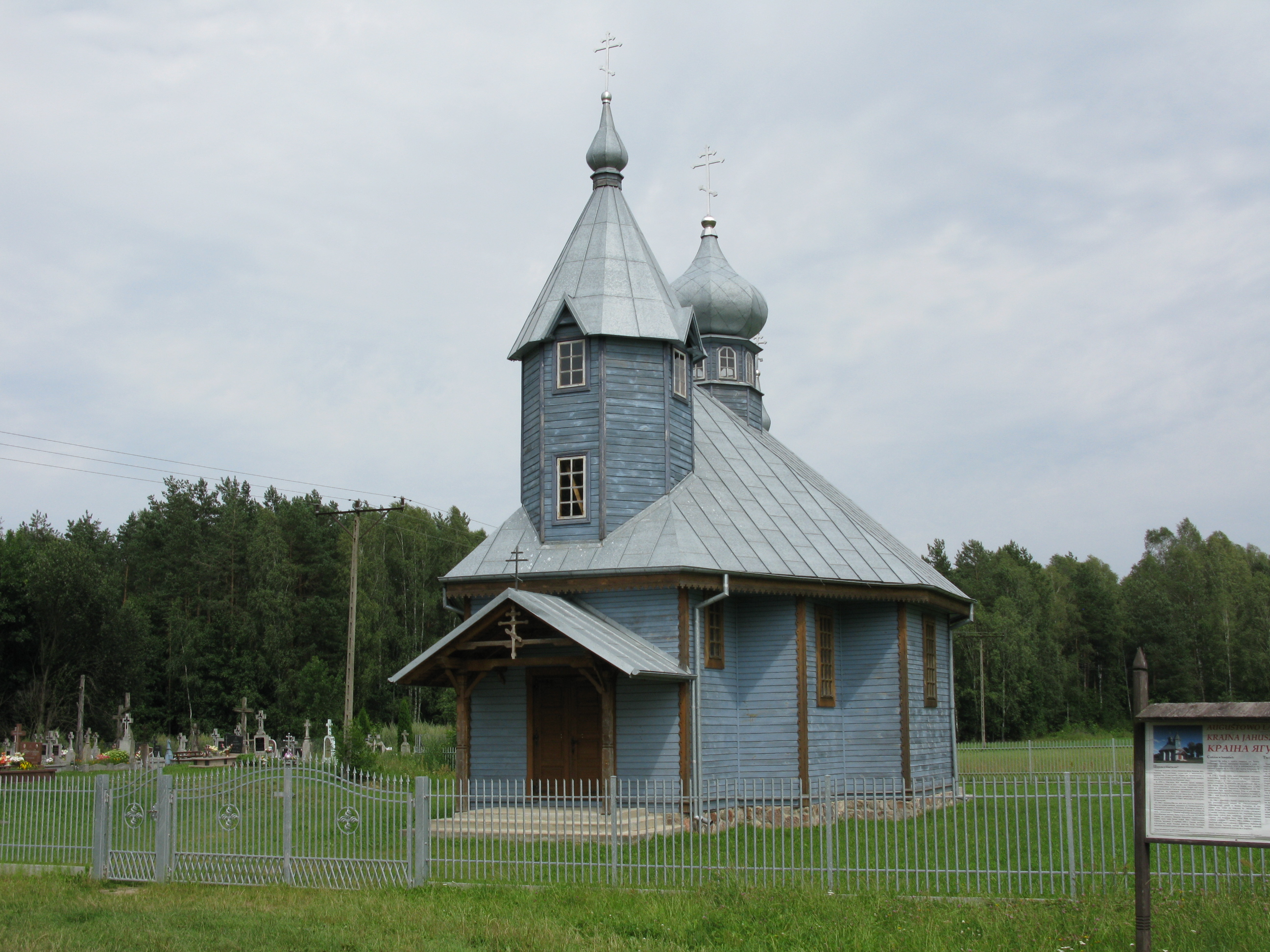
Православна церква Ікони Божої Матері Спорительниці хлібів